# Capela de Nossa Senhora da Luz (Santo Amaro)

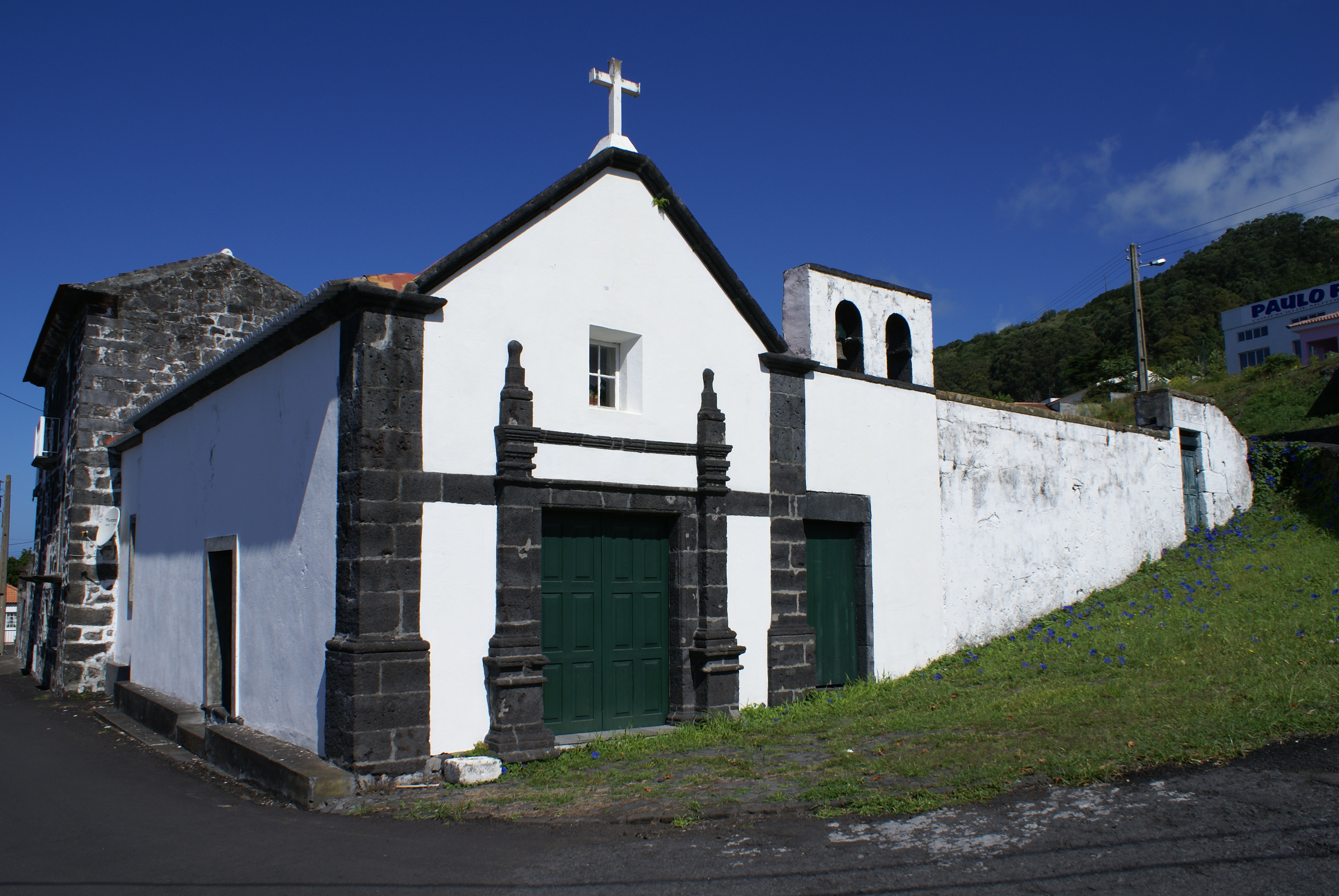
Capela de Nossa Senhora da Luz, Fachada.

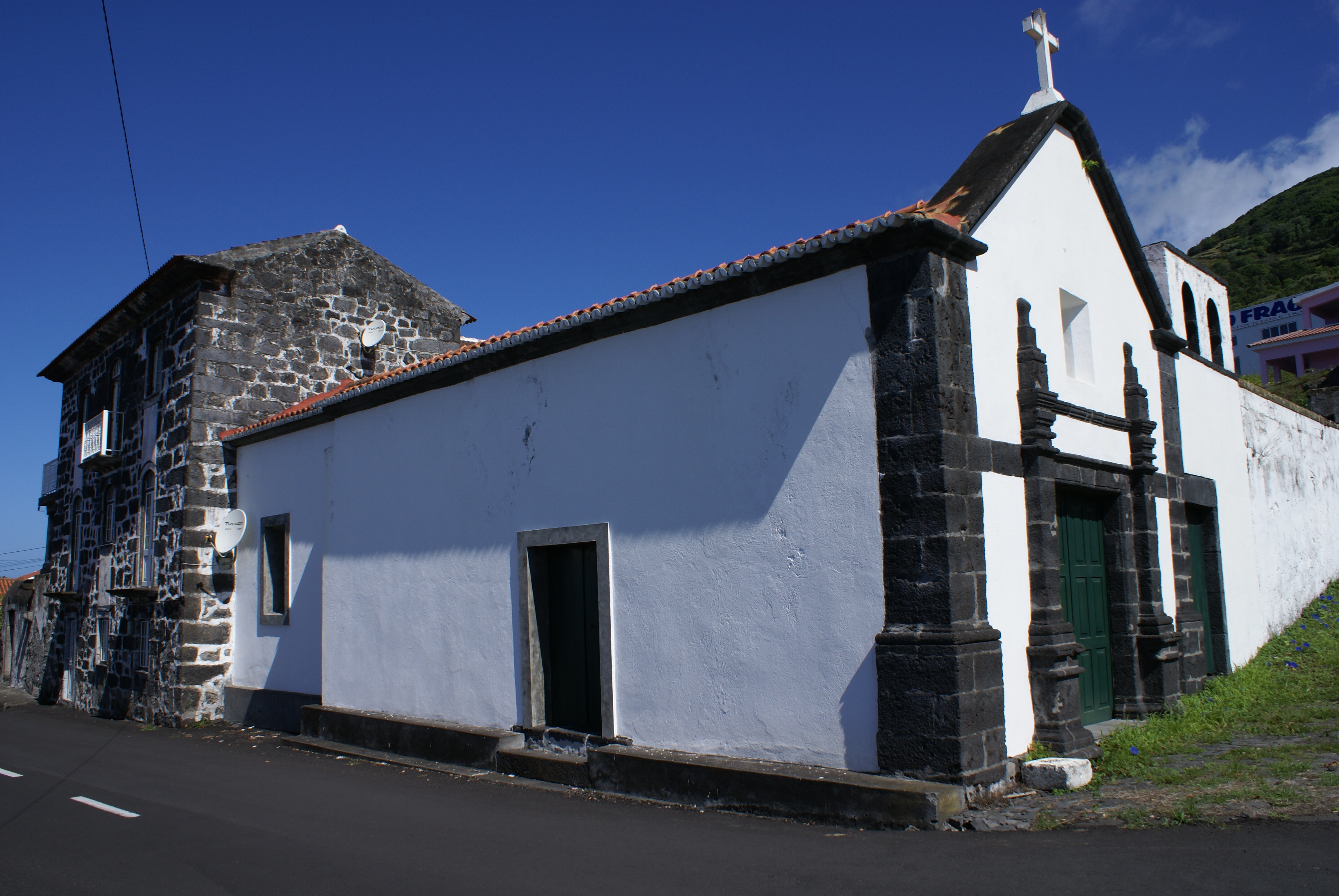
Capela de Nossa Senhora da Luz, Vista Geral.

A Capela de Nossa Senhora da Luz é uma capela Portuguesa localizada na freguesia de Santo Amaro, vila das Velas, ilha de São Jorge.
Esta capela muito antiga tem uma data de construção desconhecida, sendo no entanto que o historiador açoriano , Gaspar Frutuoso já fala dela no Século XVI.
Apresenta excelente trabalho em cantaria de basalto negro onde se destaca o frontão triangular efectuado no mesmo material. Todos os anos é feito nesta capela a festa de Nossa Senhora da Luz, festa que acontece sempre no 1.º Domingo depois do dia 8 de Setembro e que provêm de um voto de fé de um “filho da terra” corria o ano de 1870.